# Pyrausta cruoralis
Pyrausta cruoralis là một loài bướm đêm trong họ Crambidae.